# アルテロモナス目
アルテロモナス目（アルテロモナスもく、Alteromonadales）は真正細菌Pseudomonadota門ガンマプロテオバクテリア綱の目の一つである。元々はアルテロモナス科（Alteromonadaceae）のみを有していたが、この科は2004年に分割され、これにより8つの科を有することとなった。2011年には更にCelerinatantimonadaceae科が追加された。この科に属する細菌は単一の鞭毛を有し運動性を持つ。また、ほとんどの種は海洋細菌である。

## 下位分類（科）
アルテロモナス目は以下の科を含む(2024年9月現在)。
- Alteromonadaceae　アルテロモナス科

Ivanova & Mikhailov 2001 (IJSEMリストに記載 2001)、修正　Ivanova et al. 2004 (IJSEMリストに記載 2005)
- Celerinatantimonadaceae

Cramer et al. 2011 (IJSEMリストに記載 2011)
- Colwelliaceae　コルウェリア科

Ivanova et al. 2004 (IJSEMリストに記載 2005)
- Ferrimonadaceae　フェリモナス科

Ivanova et al. 2004 (IJSEMリストに記載 2005)
- Idiomarinaceae　イディオマリナ科

Ivanova et al. 2004 (IJSEMリストに記載 2005)、修正　Jean et al. 2006 (IJSEMリストに記載 2006)
- Moritellaceae　モリテラ科

Ivanova et al. 2004 (IJSEMリストに記載 2005)、修正　Hosoya et al. 2009 (IJSEMリストに記載 2009)
- Pseudoalteromonadaceae　シュードアルテロモナス科

Ivanova et al. 2004 (IJSEMリストに記載 2005)
- Psychromonadaceae　サイクロモナス科

Ivanova et al. 2004 (IJSEMリストに記載 2005)
- Shewanellaceae　シェワネラ科

Ivanova et al. 2004 (IJSEMリストに記載 2005)